# کاواساکی کی-۹۶
کاواساکی کی-۹۶ (به ژاپنی: キ۹۶) یک جنگنده سنگین دو موتوره تک‌سرنشین ساخت شرکت کاواساکی در امپراتوری ژاپن بود که نخستین پرواز خود را ماه سپتامبر سال ۱۹۴۳ انجام داد. کی-۹۶ پر پایه کی-۴۵ طراحی شد اما مورد پذیرش نیروی هوایی نیروی زمینی امپراتوری ژاپن قرار نگرفت و از مرحله پیش‌نمونه فرا تر نرفت.

## طراحی و توسعه
در ابتدا تحت عنوان کی-۴۵-۲ طراحی شد تا جایگزین جنگنده دو سرنشین گونه ۲ شود. کی-۹۶ نیرومحرکه خود را از دو موتور شعاعی میتسوبیشی ها-۱۱۲–۲ هر یک با توان ۱٬۵۰۰ اسب بخار می‌گرفت و تسلیحات آن توپ خودکار ۳۷ م‌م و دو توپ خودکار ۲۰ م‌م بود. شامل سه پیش‌نمونه در حال ساخت بود که ماه دسامبر سال ۱۹۴۲ موارد مورد نیاز از این هواگرد بازبینی شد. سرنشین دوم حذف شد و عنوان هواگرد به کی-۹۶ تغییر کرد. نخستین پیش‌نمونه ماه سپتامبر سال ۱۹۴۳ تکمیل شد که در آن اتاقک دوم حذف شده بود. دو پیش‌نمونه بعدی از ابتدا تک‌سرنشین بودند. در این حال نیروی زمینی علاقه به جنگنده‌های دو موتوره تک‌سرنشین را از دست داد. با این وجود مجوز ادامه کار توسعه بر طراحی پایه به صورت دو سرنشین صادر شد که منجر به طراحی کی-۱۰۲ شد.

## مشخصات فنی
مشخصات عمومی
- خدمه: ۱ نفر
- طول: ۱۱٫۴۵ متر
- ارتفاع: ۳٫۷ متر
- طول بال: ۱۵٫۵۷ متر
- مساحت بال: ۳۴ متر مربع
- وزن خالی: ۴٬۵۵۰ کیلوگرم
- وزن بارگذاری‌شده: ۶٬۰۰۰ کیلوگرم
- نیرومحرکه: ۲ × موتور شعاعی ۱۴ سیلندر میتسوبیشی ها-۱۱۲–۲ خنک‌شونده با هوا: هر یک ۱٬۵۰۰ اسب بخار هنگام برخاستن

عملکرد
- حداکثر سرعت: ۶۳۰ کیلومتر بر ساعت در ۹٬۵۰۰ متری
- سرعت اوج‌گیری: ۵٬۰۰۰ متر در ۶ دقیقه
- برد: ۶۰۰ کیلومتر

تسلیحات
- ۱ × توپ خودکار ۳۷ م‌م
- ۲ × توپ خودکار ۲۰ م‌م